# Дебре, Франсуа
Франсуа́ Дебре́ (фр. François Debret; 27 июня 1777, Париж — 19 февраля 1850, Сен-Клу) — французский архитектор академического направления, главный архитектор Парижа и Генеральный инспектор гражданских зданий. Младший брат художника Жан-Батиста Дебре.

## Биография
Родился 27 июня 1777 года в Париже. Сын чиновника уголовного суда парижского парламента Жака Дебре (фр. Jacques Debret) и его жены Элизабет. Около 1793 года был учеником архитектора французского ампира Шарля Персье.
В 1808 году Франсуа Дебре женился на сестре своего ученика — французского архитектора Феликса Дюбана. В 1809 году в семье родился сын Френсис, впоследствии он окончил французскую Академию изящных искусств и стал архитектором города Парижа.
В 1813 году Наполеон I поручил Франсуа Дебре отремонтировать базилику аббатства Сен-Дени, усыпальницу французских королей, следуя указаниям архитектора Жака Селлерье. Дебре значительно перестроил базилику — сначала, в 1839 году, изменил западный фасад, затем стал делать пристройки к северной башне, но был отстранён от работ в 1846 году после того, как башня начала крениться. Идея возвращения к готике и историческому виду зданий, в том числе базилики Сен-Дени, была окончательно оформлена Эженом Виолле-ле-Дюком.
Франсуа Дебре создал проект здания парижского театра на улице Ле Пелетье, построенного в 1821 году.
В 1825 году Дебре был избран членом Академии изящных искусств, стал главным архитектором Парижа и в 1841 году генеральным инспектором Совета гражданских построек (Conseil Général des Bâtiments Civils). После Февральской революции 1848 года он лишился этой почётной должности.
Франсуа Дебре был членом масонской ложи «Le Point Parfait», основанной 24 июня 1823 года. Он был экспертом Верховного Совета Уставов Великого Востока Франции, отвечая за все ритуалы ложи.
Вместе со своим зятем Феликсом Дюбаном он преподавал в Школе изящных искусств. Он воспитал немало архитекторов, активно участвовавших в перестройке Парижа по планам барона Османа. Среди его учеников были Антуан-Николя Байи, Александр Ленуар, Симон-Клод Констан-Дюфе, Александр Дюбуа и Феликс Дюбан.
Архитектор скончался в Сен-Клу (пригороде Парижа). Похоронен на кладбище Пер-Лашез (24-й отдел).

## Галерея

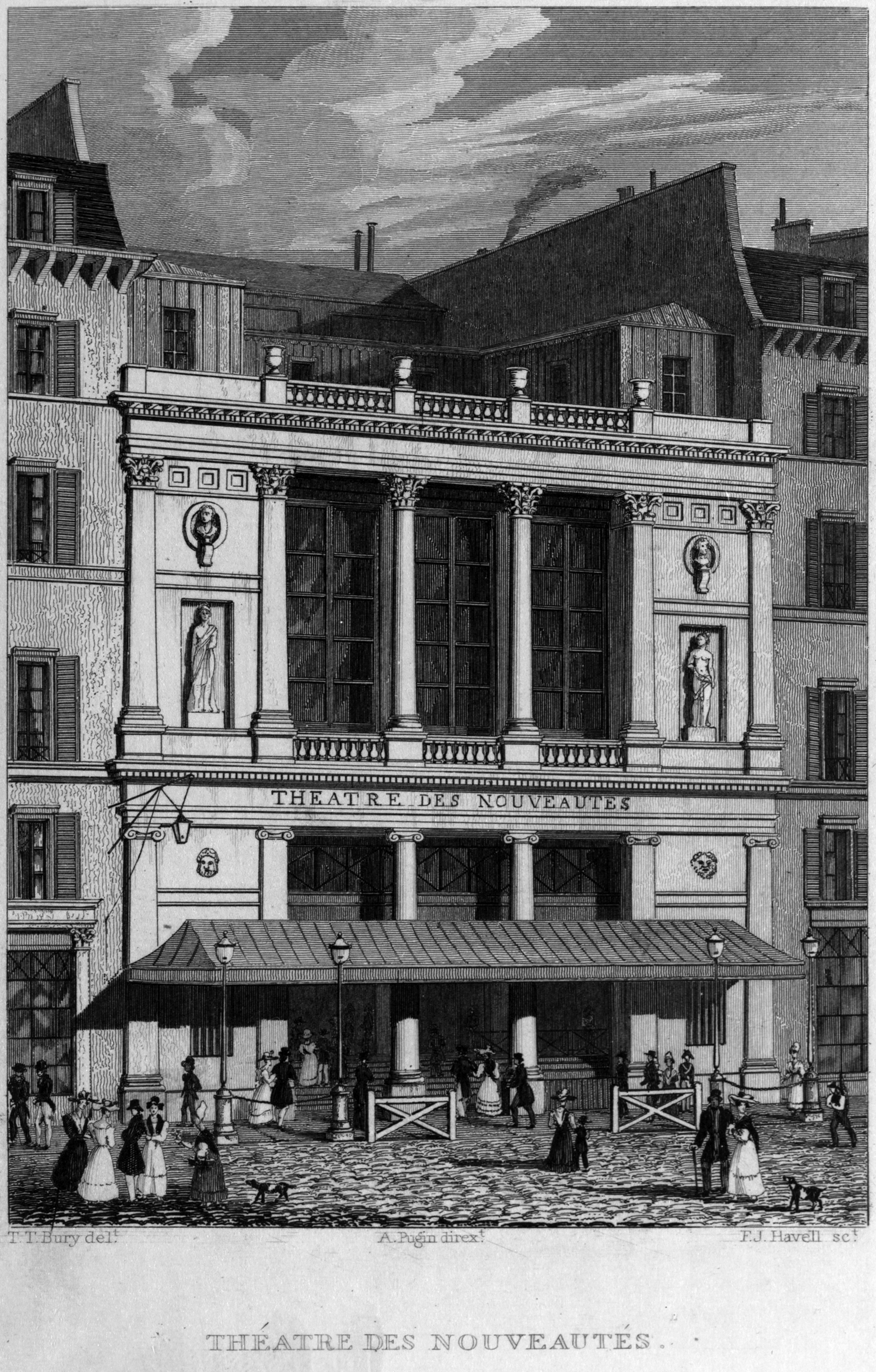
Театр Новинок (Théâtre des Nouveautés). Площадь Биржи, Париж. Гравюра 1831
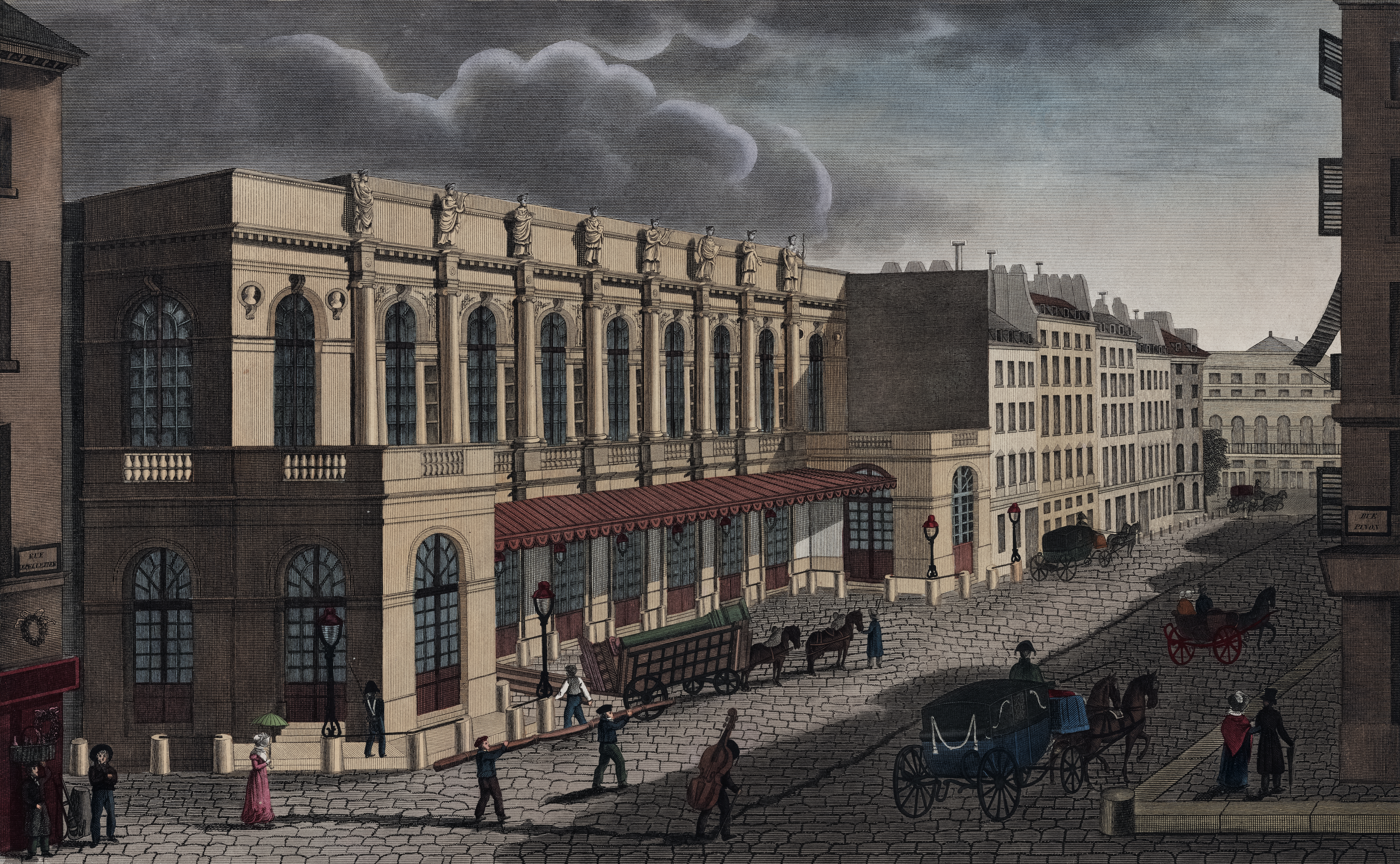
Опера Ле Пелетье (Здание Королевской академии музыки). Париж. 1821. Проект
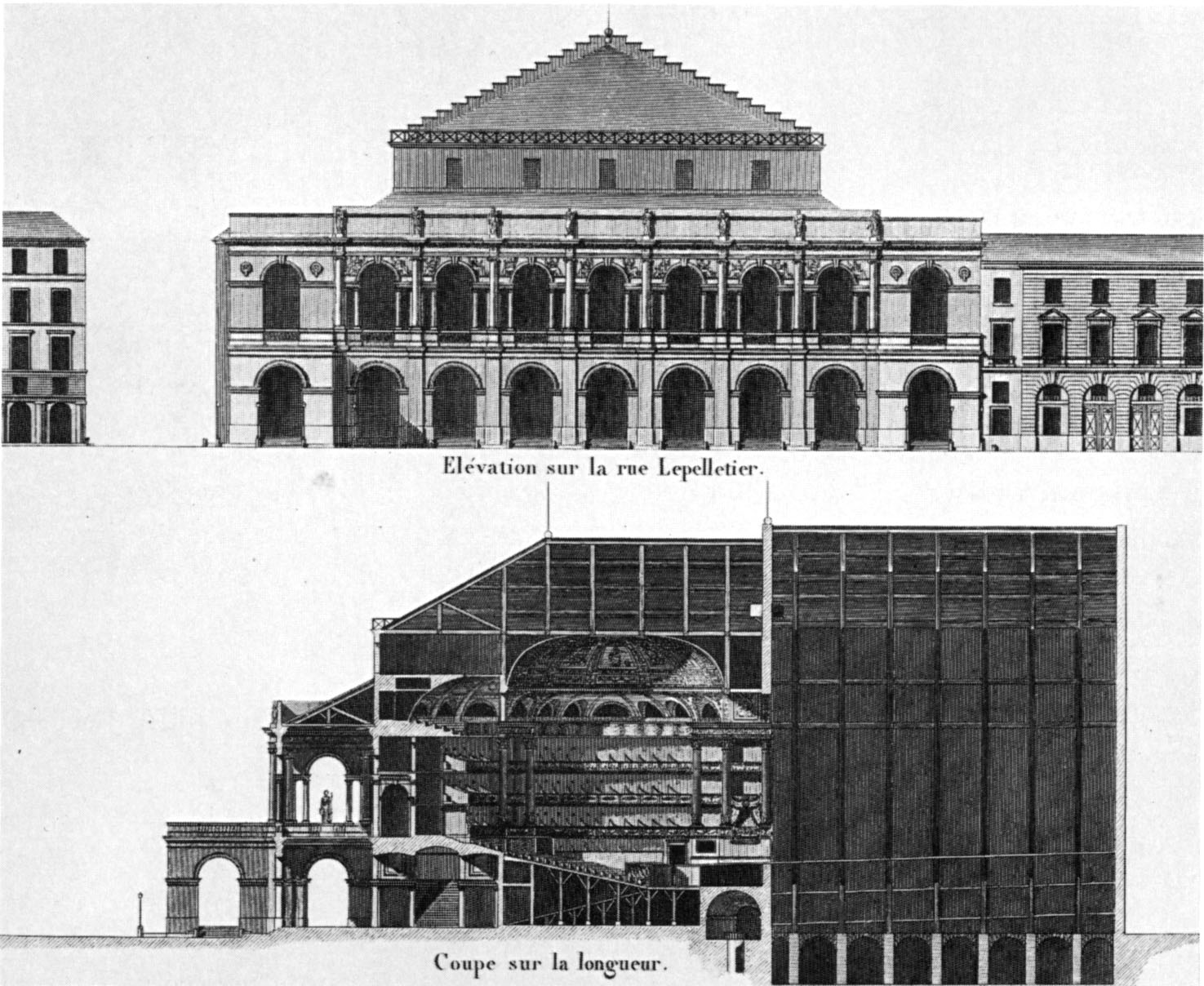
Опера Ле Пелетье. Проектные чертежи
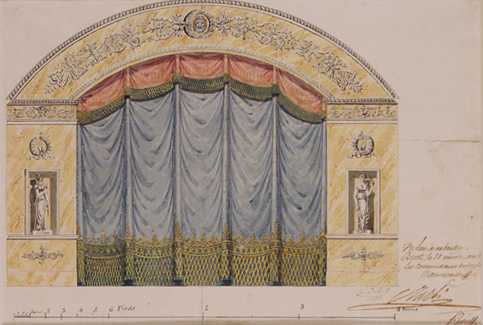
Зал Коммерческого театра в Бресте. 1779. Бумага, акварель
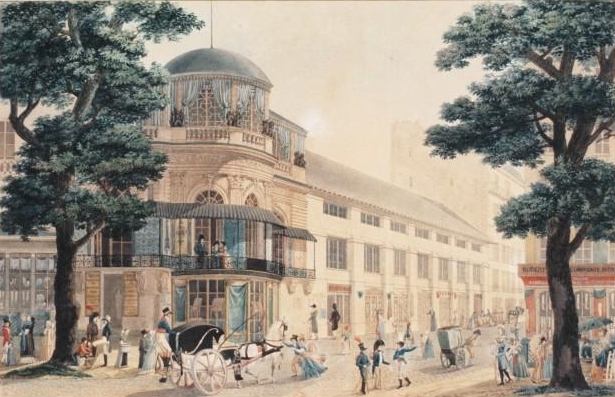
Павильон Ганновер. Бульвар итальянцев, Париж. Бумага, тушь, акварель, гуашь, перо, кисть